# ستویکووتسی
ستویکووتسی (به بلغاری: Stoykovtsi) یک منطقهٔ مسکونی در بلغارستان است که در استان گابرووو واقع شده‌است.